# Zargo Touré
Zargo Touré (* 11. November 1989 in Dakar) ist ein senegalesischer Fußballspieler.

## Karriere

### Vereine
In der Jugend war für den SC Dakar tätig. Danach wechselte er nach Frankreich in die Ligue 2 zur US Boulogne. Zur Saison 2012/13 war er für ein Jahr an AC Le Havre ausgeliehen. Nach der Leihe lief er hier zwei weitere Jahre für den Verein auf. Ab Sommer 2015 stand er beim französischen Zweitligisten FC Lorient unter Vertrag.
Am 30. Juli 2018 wechselte Touré für eine Ablösesumme von 350.000 Euro in die Türkei zu Trabzonspor. Nach einer Saison zog er zum Ligarivalen Gençlerbirliği Ankara weiter. Von 2021 an trug er zwei Jahre lang das Trikot des FCO Dijon in der französischen Ligue 2, bevor er zum türkischen Zweitligisten Çorum FK wechselte.

### Nationalmannschaft
2012 debütierte er im Qualifikationsspiel zur Afrikameisterschaft 2012 gegen die Fußballnationalmannschaft der Elfenbeinküste für die A-Nationalmannschaft von Senegal.